# Anaysi Hernández
Anaysi Hernández Sarria (30 de agosto de 1981) é uma judoca cubana. Foi medalhista olímpica, obtendo uma prata em Judô nos Jogos Olímpicos de Verão de 2008, Pequim.